# ハートフォード郡 (ノースカロライナ州)
ハートフォード郡（ハートフォードぐん、英: Hertford County）は、アメリカ合衆国ノースカロライナ州の北東部に位置する郡である。2010年国勢調査での人口は24,669人であり、2000年の22,601人から9.2%増加した。郡庁所在地はウィントン町（人口769人）であり、同郡で人口最大の都市はアホスキー町（人口5,039人）である。

## 歴史
ハートフォード郡となった地域は、数千年間住んでいた先住民族の子孫であるメヘリン族インディアンの領土だった。数十年間にわたったイギリス人植民地人の侵入の後、メヘリン族はバージニアから南に移動し、1706年にチョウォノック族が放棄した居留地に入植した。この広さ6平方マイル (15.5 km2) あった居留地はメヘリン川河口近くのパーカーの渡し場にあった。この居留地は1726年の条約で確認された 。この部族は居留地の土地を確保することができなかった。
今日、メヘリン族には約900人が登録されており、その大半は元居留地から10ないし15マイル (16 - 24 km) の範囲に住んでいる。部族はノースカロライナ州から認定されており、連邦政府の認定を請求中である。メヘリン族は毎年10月末にパウワウの祭りを行っている。
ハートフォード郡は1759年に、バーティ郡、チョウォーン郡、ノーサンプトン郡のそれぞれ一部を合わせ、ヨーロッパ系アメリカ人によって設立された。郡名は初代ハートフォード伯爵フランシス・シーモア＝コンウェイ、後の初代ハートフォード侯爵に因んで名付けられた。
1779年、ハートフォードの北部とチョウォーン郡、パーキマンス郡の一部を合わせてゲイツ郡が設立された。

## 経済
ハートフォード郡にある大規模雇用主としては、民間が運営する連邦刑務所、チョウォーン大学、ニューコア製鉄所、パーデュー養鶏加工施設数か所、ウィントンのアルミニウム成形施設、アホスキーにある製材施設がある。これら企業に、幅広い地元小売店、レストラン、サービス産業が組み合わされ、州北東部では失業率が低い方の郡になっている。経済開発という視点では州内他地域よりも昔から遅れてきた。
郡内では「ロアノーク・チョウォーン・ニューズ・ヘラルド」紙が発行されている。

## 郡政府
ハートフォード郡は、地域自治体の組織であるミッド・イースト自治体委員会のメンバーである。

## 地理
アメリカ合衆国国勢調査局に拠れば、郡域全面積は360平方マイル (932.4 km2)であり、このうち陸地353平方マイル (914.3 km2)、水域は7平方マイル (18.1 km2)で水域率は1.99%である。

### 郡区

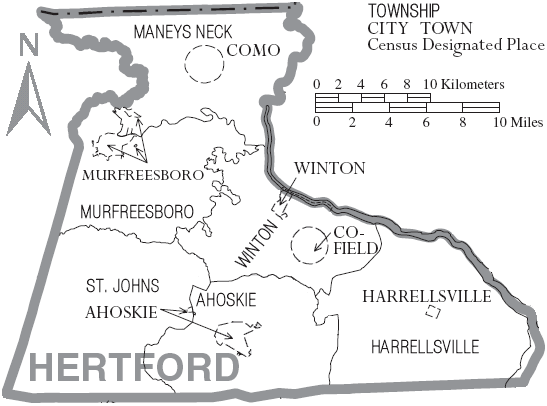
ハートフォード郡の自治体と郡区

ハートフォード郡は6つの郡区に分割されている。アホスキー、コモ、ハレルズビル、マーフリーズボロ、セントジョンズ、ウィントンの各郡区である。

### 主要高規格道路
- アメリカ国道13号線
- アメリカ国道158号線
- アメリカ国道258号線
- ノースカロライナ州道11号線
- ノースカロライナ州道35号線
- ノースカロライナ州道42号線
- ノースカロライナ州道45号線
- ノースカロライナ州道305号線
- ノースカロライナ州道461号線
- ノースカロライナ州道561号線

### 隣接する郡
- サウサンプトン郡 (バージニア州) - 北
- ゲイツ郡 - 東
- チョウォーン郡 - 南東
- バーティ郡 - 南
- ノーサンプトン郡 - 西

## 人口動態
以下は2010年の国勢調査による人口統計データである。
| 基礎データ - 人口: 24,699人 - 世帯数: 8,953 世帯 - 家族数: 6,240 家族 - 人口密度: 25人/km2（64人/mi2） - 住居数: 9,724軒 - 住居密度: 11軒/km2（28軒/mi2） 人種別人口構成 - 白人: 35.6% - アフリカン・アメリカン: 60.5% - ネイティブ・アメリカン: 1.1% - アジア人: 0.5% - 太平洋諸島系: 0.0% - その他の人種: 0.8% - 混血: 1.0% - ヒスパニック・ラテン系: 1.4% | 年齢別人口構成 - 18歳未満: 25.3% - 18-24歳: 7.8% - 25-44歳: 26.3% - 45-64歳: 24.8% - 65歳以上: 15.8% - 年齢の中央値: 39歳 - 性比（女性100人あたり男性の人口） - 総人口: 85.0 - 18歳以上: 79.5 世帯と家族（対世帯数） - 18歳未満の子供がいる: 30.0% - 結婚・同居している夫婦: 45.8% - 未婚・離婚・死別女性が世帯主: 19.5% - 非家族世帯: 30.3% - 単身世帯: 26.9% - 65歳以上の老人1人暮らし: 12.1% - 平均構成人数 - 世帯: 2.48人 - 家族: 2.99人 | 収入と家計 - 収入の中央値 - 世帯: 26,422米ドル - 家族: 32,002米ドル - 性別 - 男性: 26,730米ドル - 女性: 20,144米ドル - 人口1人あたり収入: 15,641米ドル - 貧困線以下 - 対人口: 18.3% - 対家族数: 15.9% - 18歳未満: 21.3% - 65歳以上: 21.0% |

## 町
- アホスキー
- コーフィールド
- コモ
- ハレルズビル
- マーフリーズボロ
- ウィントン - 郡庁所在地

## 教育
ハートフォード郡公共教育学区には幼稚園前から12年生まで7つの学校がある。高校3校、中学校1校、小学校3校である。